# Erstes Wacker-Verfahren
Das Erste Wacker-Verfahren ist ein historisches chemisch-technisches Verfahren zur Herstellung von Acetaldehyd durch Hydratisierung von Acetylen. Das Verfahren wurde von der Wacker-Chemie 1913 entwickelt. Nachdem in den 1960er Jahren große Mengen an Ethylen zur Verfügung standen, wurde das Verfahren durch das Wacker-Hoechst-Verfahren abgelöst.

## Geschichte
Die zugrunde liegende Reaktion der Ersten Wacker-Verfahrens, die Addition von Wasser an Acetylen, wurde 1898 von Hugo Erdmann und Paul Köthner entdeckt. Dabei entstand intermediär ein Vinylalkohol, der sich in Acetaldehyd umlagert.
{\displaystyle \mathrm {C_{2}H_{2}+H_{2}O\rightarrow CH_{3}CHO} }
Zwischen 1910 und 1913 forschte Dr. Martin Mugdan, der Leiter des Consortiums für elektrochemische Industrie, an der industriellen Herstellung von Acetaldehyd. 
Die Entwicklung wurde 1913 schließlich beendet und im Ersten Wacker-Verfahren wurde Acetaldehyd durch Anlagerung von Wasser an Acetylen unter Quecksilbersulfat / Schwefelsäure-Katalyse gewonnen.
Das Verfahren wurde bei einer Temperatur von 90 bis 95 °C durchgeführt. Das metallisch anfallende Quecksilber wurde mittel Eisen(III)-sulfat reoxidiert. Das entstehende Eisen(II)-sulfat wurde in einem weiteren Schritt mit Salpetersäure reoxidiert. Nicht umgesetztes Acetylen wurde wieder zurückgeführt. Schon 1914 patentierte das Consortium das Verfahren für die Oxidation von Acetaldehyd zu Essigsäure mittels Mangan(II)-acetat als Katalysator. Das Verfahren wurde von der Wacker-Chemie in ihrem Werk in Burghausen bis 1968 durchgeführt.
{\displaystyle \mathrm {2\ CH_{3}CHO+O_{2}\longrightarrow 2\ CH_{3}COOH} }